# Petnjica
Petnjica (in montenegrino cirillico Петњица) è un comune del Montenegro settentrionale; la cittadina omonima è il capoluogo ed è situata ad una decina di chilometri a nord-est di Berane. Nel 2003 la popolazione era di circa 565 abitanti di maggioranza bosgnacca. Il 90% della popolazione è di religione musulmana.
Il comune è composto da 27 piccoli villaggi: Bare, Bor, Dašča Rijeka, Dobrodole, Donja Vrbica, Godočelje, Gornja Vrbica, Hazane, Jahova Voda, Javorova, Johovice, Kalica, Kruščica, Lagatore, Laze, Lješnica, Murovac, Orahovo, Paljuh, Petnjica, Ponor, Poroče, Radmance, Bor Savin, Trnavice, Trpezi, Tucanje, Vrševo.

## Evoluzione demografica della popolazione[1]
| Anno | Popolazione |
| 1948 | 442         |
| 1953 | 488         |
| 1961 | 667         |
| 1971 | 684         |
| 1981 | 673         |
| 1991 | 643         |
| 2003 | 565         |